# Joannes Gijsen
Joannes Baptist Matthijs Gijsen (ur. 7 października 1932 w Oeffelt, zm. 24 czerwca 2013 w Sittard) – holenderski duchowny katolicki, biskup Reykyavíku w latach 1996-2007.
Święcenia kapłańskie przyjął 6 kwietnia 1957 roku. 20 stycznia 1972 roku został ustanowiony biskupem Roermondu. Święcenia biskupie przyjął 13 lutego 1972 roku z rąk Pawła VI. Współkonsekratorami byli kardynałowie Bernard Alfrink i William Conway. Urząd pełnił do 23 stycznia 1993 roku.
24 maja 1996 roku został przez Jana Pawła II mianowany biskupem Reykyavíku. Funkcję tę sprawował do 30 października 2007 roku. Zgodnie z kanonem 401 § 1 kodeksu prawa kanonicznego po ukończeniu 75 lat złożył na ręce Benedykta XVI rezygnację z pełnienia urzędu.